# ژاکلین سولیس
ژاکلین آرلنی سولیس-گوتیئرس (اسپانیایی: Jacqueline Arleny Solís-Gutiérrez‎؛ زادهٔ ۲۲ دسامبر ۱۹۸۸) جودوکار زن اهل گواتمالا است که در مسابقات قهرمانی جودو پان آمریکن در وزن -۴۴ کیلوگرم برندهٔ ۱ مدال نقره شده‌است.